# Stade François Trausch
Het Stade François Trausch is een multifunctioneel stadion in Mamer, een plaats in Luxemburg.
Het stadion wordt vooral gebruikt voor voetbalwedstrijden, de voetbalclub FC Mamer 32 maakt gebruik van dit stadion. In het stadion is plaats voor 2.000 toeschouwers.